# Горячий ключ (Абаканский Аржан)
Горячий ключ (Абаканский Аржан, ключ Тёплый) — термальный источник, расположенный на территории Таштыпского района Хакасии, в 150 км к юго-западу от Абазы, в горной местности Западного Саяна.
Целебные свойства источника известны давно. Выход источника на склоне долины реки Бедуй, притока реки Большой Абакан, в 5,5 км от её устья. Вытекает из трещиноватых кристаллических сланцев. Температура воды — от 37 °C до 40 °C. Дебит источника — 0,52 л/сек. По данным Томского НИИКиФ вода источника гидрокарбонатная, пресная, с нейтральной реакцией среды, содержит 452 мг/дм³ солей, приятная на вкус. Вода слегка газирует, при питье ощущается лёгкий запах сероводорода. Из специфических компонентов обнаружена кремнекислота, в количестве 56 мг/дм³. Содержание урана — 1,2*10-6 г/дм³, радон не обнаружен. Санитарно — бактериологические показатели соответствуют нормативным. Активна аммонофицирующая флора. Вода отнесена к минеральным кремнистым термальным и рекомендована для наружного применения в лечебных целях. Пользуется популярностью и используется населением как «дикий курорт».

## «Дикий» курорт Абаканский ключ
«Дикий» курорт Абаканский ключ (другие названия — Абаканский Аржан, Аржан-Су, «Радоновый» ключ) с давних пор привлекал к себе наиболее разуверившихся в излечимости своего недуга больных в силу того, что он единственный известный теплый ключ обширного горного района. Выход источника приурочен к склону долины р. Бедуй, сложенному нижнепалеозойскими гнейсами, реже кристаллическими сланцами, контактирующими с гранитами и гранитогнейсами. По долине реки прослеживается линия мощного протяженного тектонического нарушения субширотного простирания — Бедуйского разлома (мощность разлома по выходу 200—250 м, падение плоскости сместителя южное, под углом 80-90°, протяжённость разлома десятки километров), к которому и приурочена разгрузка термальных вод. На местности разлом хорошо фиксируется седловинками, резкими перегибами склонов и заболоченными участками.
Источник представляет собой родник восходящего типа, абсолютная отметка выхода 985 м, превышение над долиной р. Бедуй около 35 м. Поездка на этот аржан была связана с массой препятствий. Пребывание там в тяжёлых условиях, большая вера в возможность выздоровления, ещё более трудное обратное возвращение создавали у перенесших и перетерпевших все это иллюзию выздоровления.
По некоторым сведениям источник посещал Д. А. Клеменц в 1884 году замеры почти за столетний период показали, что дебит родника уменьшился с 1 до 0,5 л/с, температура воды колеблется от 37 °C до 31 °C. Опровергнуто бытующее мнение о том, что источник радоновый.

«Инородцы… — совсем ещё полудикари, сохранившие свой полукочевой образ жизни со всем его укладом, обычаями и пр. Крещены, однако, большинство их христиане, но христиане, конечно, только по имени. Поклоняясь христианским богам, среди которых они особенно чтут, вернее сказать, боятся пророка Илью и Николая Чудотворца, робкий инородец трусит сразу, вдруг, порвать и со своими богами, среди которых тоже не мало „сердитых“; таким он при случае всегда охотно приносит жертву»

, — пишет В. В. Хворов, исследователь, изучавший целебные свойства Абаканского аржана в 1916 г. Им описаны приемы лечения коренных жителей — прием ванн в воде источника и питье. Несмотря на пренебрежительное отношение к инородцам, он отметил отражение представлений о хозяине места.

«Аржан — целебен, но целебен, конечно, постольку, поскольку этого хочет хозяин места. Исцеляя одних, угодных ему, он не только не поможет другим, не заслужившим его милости, а еще навредит. Отсюда — умозаключение: умилосерди, ублаготвори хозяина места, прежде чем ждать от него чего-нибудь»; «Инородцы, садясь в бассейн, потихоньку, незаметно для других закапывают в ил, покрывающий дно ключа, монетку, чаще всего серебряную — кто гривенник, кто больше, кто и целый рубль. Русские, купающиеся тут же, конечно, без всякой церемонии эти монеты вытаскивают обратно». — В. В. Хворов

В урочище на средства купцов была сооружена купальня, в которой проходили лечение от различных заболеваний. Так, известно, что в 1928 году на аржане могло находиться до 100 и более человек, проживающих в шалашах. В основном на ключе лечили ревматизм, но многие пытались исцелиться от глухоты, слепоты, рака и сифилиса. Отмечено, что больные, злоупотребляя выпавшей возможностью, принимали по три часовые ванны в день в течение месяца и выпивали до 12 литров «пользительной» жидкости, в несколько раз превышая интенсивность применения бальнеологических средств.

«Разбросанное по редко рас-положенным селениям, неудовлетворенное примитивной амбулаторной помощью медицинского участка, чаще фельдшерского пункта ищет и находит места и способы облегчения своих недугов. С другой стороны, толща инородческого населения этого края в силу своих религиозных и бытовых навыков охотнее пользуется природными лечебными факторами, чем трудно доступным мед. пунктом с его традиционными порошками на 3 дня или флаконом микстуры. Если же принять во внимание тот факт, что толще населения почти недоступны оборудованные курорты, станет понятно, почему каждый ключ — холодный и горячий, каждое озеро, чем-либо отличающееся от пресного озера — привлекают известное число больных, ищущих облегчения своих недугов». — С. Г. Силаенков. 1929 год.

Абаканский аржан был настолько популярен, что двигались к нему пятью маршрутами, самым восточным путём из которых была Хакасская тропа. Схематично это выглядело следующим образом: Усть-Абакан (410 км от аржана), Аскиз (350 км), Усть-Есь (310 км), Таштып (280 км), Сея (260 км), Матур (220 км); далее тайга до самого Аржана.
Несмотря на широкую известность, ещё в 30-х годах XX в. среди посетителей Абаканского ключа преобладали алтайцы и хакасы, а до революции приезжало большое количество тувинцев. Бытовали представления и о возможность вернуть молодость и продлить жизнь в священных источниках.